# Ернесто Меліанте
Ернесто Меліанте (ісп. Ernesto Meliante, 31 травня 1888, департамент Монтевідео — дата і місце смерті невідомі) — уругвайський футбольний тренер.

## Біографія
У 1924 році Меліанте замінив на посаді тренера збірної Уругваю Леонардо Де Лукку і керував командою на чемпіонаті Південної Америки 1924 року, на якому Уругвай завоював свій п'ятий титул. Команда Меліанте виграла два матчі (5:0 у Чилі і 3:1 у Парагваю) і, незважаючи на нульову нічию з Аргентиною, Уругвай переміг на турнірі, оскільки Аргентина втратила очки з Парагваєм.
У 1926 році Меліанте на посаді головного тренера збірної Уругваю замінив Андрес Масалі.
В березні 1954 року 65-річний Ернесто Меліанте увійшов до першого складу Виконавчого комітету Асоціації з відновлення інвалідів Уругваю (Asociacion pro Recuperación del Invalido).

## Титули як тренера
- Чемпіон Південної Америки (1): 1924